# Hrabia Haddington
Hrabiowie Haddington 1. kreacji (parostwo Szkocji)
- dodatkowe tytuły: lord Binning, lord Binning i Byres
- 1627–1637: Thomas Hamilton (1. hrabia Haddington)
- 1637–1640: Thomas Hamilton (2. hrabia Haddington)
- 1640–1645: Thomas Hamilton (3. hrabia Haddington)
- 1645–1669: John Hamilton (4. hrabia Haddington)
- 1669–1685: Charles Hamilton (5. hrabia Haddington)
- 1685–1735: Thomas Hamilton (6. hrabia Haddington)
- 1735–1794: Thomas Hamilton (7. hrabia Haddington)
- 1794–1828: Charles Hamilton (8. hrabia Haddington)
- 1828–1858: Thomas Hamilton, 9. hrabia Haddington
- 1858–1870: George Baillie-Hamilton (10. hrabia Haddington)
- 1870–1917: George Baillie-Hamilton-Arden
- 1917–1986: George Baillie-Hamilton (12. hrabia Haddington)
- 1986 -: John George Baillie-Hamilton, 13. hrabia Haddington

Najstarszy syn 13. hrabiego Haddington: George Edmund Baldred Baillie-Hamilton, lord Binning